# Brachycereus
Brachycereus é um gênero botânico da família Cactaceae.

## Espécies
- Brachycereus nesioticus